# 1994-2014 Venti
1994-2014 Venti è il secondo album live dei Modena City Ramblers, uscito per festeggiare i 20 anni dalla pubblicazione del primo album ufficiale della band “Riportando tutto a casa”, nel 1994.
Venti, è prodotto dalla loro etichetta Modena City Records e contiene un doppio CD e un DVD.
Il disco vede la partecipazione di ex membri e  amici dei Ramblers: Arcangelo Kaba Cavazzuti (CD1, brani 5-6), Daniele Contardo (CD2, brano 10)
, Luciano Gaetani (CD2, brani 4-5), Giovanni Rubbiani (CD2, brano 12-13)
, Stefano Cisco Bellotti (CD1, brani 10-11), Vanja Buzzini (CD1, brani 13-14) e Jason McNiff (CD2, brano 10)

## Tracce

### Disco 1
1. Niente di nuovo sul fronte occidentale – 3:44
2. I giorni della crisi – 6:16
3. Viva La vida – 4:19
4. Occupy World Street – 4:42
5. El presidente – 6:16
6. La legge giusta – 4:26
7. Cent'anni di solitudine – 3:34
8. Mia dolce rivoluzionaria – 4:24
9. I cento passi – 5:37
10. Figli dell'officina – 3:35
11. Una perfetta excusa – 4:46
12. Al dievel – 3:55
13. In un giorno di pioggia – 4:52
14. Notturno, Camden Lock – 3:53
15. Remedios la bella – 3:49

### Disco 2
1. Ebano – 5:44
2. Delinqueint Ed Modna – 4:13
3. Ninnananna – 4:25
4. Grande Famiglia – 3:10
5. Quarant'Anni – 3:39
6. La Banda Del Sogno Interrotto – 3:14
7. Etnica Danza – 3:01
8. S'Ciop E Picoun – 4:01
9. Figli Del Vento – 4:20
10. Oltre Il Ponte – 5:20
11. Clan Banlieu – 3:23
12. Transamerika – 3:19
13. Contessa – 4:42
14. Bella Ciao – 4:28
15. La Strada – 4:33
16. The Great Song Of Indifference – 8:25